# Luís Barreira
Pour les articles homonymes, voir Barreira.
Luís Barreira (né le 25 septembre 1968) est un mathématicien portugais, professeur au département de mathématiques de l'Instituto Superior Técnico,.

## Formation et carrière
Barreira obtient son diplôme en 1991 en mathématiques appliquées et calcul, à l'Instituto Superior Técnico.
Il obtient son doctorat en 1996 à l'université de Pennsylvanie,.
Il est professeur au département de mathématiques de l'Instituto Superior Técnico,.

## Travaux
Il est l'auteur ou co-auteur de 13 livres, dont beaucoup avec Clàudia Valls (en), parmi lesquels Análise Complexa e Equações Diferenciais', Exercícios de Análise Complexa e Equações Diferenciais, Lyapunov Exponents and Smooth Ergodic Theory, Nonuniform Hyperbolicity, Stability of Nonautonomous Differential Equations, et Dimension et récurrence dans la dynamique hyperbolique. Il est également l'auteur de plusieurs articles scientifiques, principalement sur les équations différentielles, les systèmes dynamiques, la théorie ergodique et l'analyse multifractale ,.

### Publications
- Luís Barreira et Claudia Valls, Théorie des systèmes dynamiques : une introduction, EDP Sciences (lire en ligne).
- Stability of nonautonomous differential equations (avec Clàudia Valls, Lecture Notes in Mathematics, Vol. 1926, Springer, 2008).
- Analyse complexe et équations différentielles (avec Clàudia Valls), (Enseignement SUP-Maths, EDP Sciences, 2011).
- Exercices d’analyse complexe et équations différentielles [Exercises in complex analysis and differential equations] (avec Clàudia Valls, Enseignement SUP-Maths, EDP Sciences, 2011).
- Equações diferenciais: Teoria qualitativa (avec Clàudia Valls, Ensino da Ciência e da Tecnologia, Vol. 33, IST Press, 2010), traduit en anglais sous le titre Ordinary differential equations: Qualitative theory (Graduate Studies in Mathematics, Vol. 137, American Mathematical Society, 2012).
- Dynamical systems: An introduction (avec Clàudia Valls et Davor Dragičević, Universitext, Springer, 2013.
- Exercises in linear algebra (avec Clàudia Valls, World Scientific, 2016).
- Admissibility and hyperbolicity (avec Clàudia Valls, SpringerBriefs in Mathematics, Springer, 2018).
- Dynamical systems by example (avec Clàudia Valls, Problem Books in Mathematics, Springer, 2019).

## Prix et distinctions
Luís Barreira est lauréat de plusieurs distinctions, dont  :
- Prémio Gulbenkian Ciência, en 2007 [4] ;
- Prémio Científico UTL/Santander Totta em Matemática, en 2007 ;
- Prix Ferran Sunyer i Balaguer, en 2008  pour Dimension and Recurrence in Hyperbolic Dynamics[6],[4] ;